# Zygodon vestitus
Zygodon vestitus är en bladmossart som beskrevs av Robert Statham Williams 1903. Zygodon vestitus ingår i släktet ärgmossor, och familjen Orthotrichaceae. Inga underarter finns listade i Catalogue of Life.